# Твесе Хамве в защиту женщин
Твесе Хамве в защиту женщин (суахили Pro-Femmes Twese Hamwe) — неправительственная организация в Африке.
Твесе Хамве (сокращенное название, рус. Все вместе) — основана в Руанде в 1992 году как национальная женская организация для обеспечения к мирному переходу после геноцида.

## История
Организация «Твесе Хамве в защиту женщин» учреждена в Руанде в 1992 году. 13 женщин, основавших эту организацию, выступали за восстановление прав женщин. Организаторы создавали проекты по улучшению экономики, установлению мира и предложению новых возможностей для населения. С 1994 года в организацию вошли 58 ассоциаций. В 2002 году организация насчитывала 32 организации-членов.

## Цели
Целью организации является повышение активности женщин, обеспечение признания прав женщин и преодоление социальной несправедливости. Среди задач организации — поддержание мира, разрешение конфликтов, посредничество и примирение, предотвращение дискриминации, расширение участия женщин на руководящих должностях, помощь военнослужащим и заключённым.

## Признание
Организация получила международное признание за свой вклад в восстановление общества после геноцида в Руанде.
В 1996 году была награждена премией ЮНЕСКО Маданджита Сингха за выдающийся вклад в реабилитацию семей и сообществ, опустошенных массовым насилием, посредством своей деятельности по созданию климата мира, основанного на толерантности и ненасилии.
В 2003 году организация так же получила первую премию Грубера за права женщин.